# Cerro de El Teúl
El Teúl  es una importante zona arqueológica mesoamericana ubicada en el cerro del mismo nombre, en el Municipio de Teúl al sur del estado de Zacatecas, México. Se localiza muy cerca del estado de Jalisco.
Este sitio contaba con una de las primeras zonas industriales del continente, fabrican artesanía de cobre y cerámica, también se ha encontrado muchos materiales arqueológicos de diversos tipos, como: cuentas de concha y piedra verde procedentes de tumbas de tiro, además de orejeras con motivos teotihuacanos y cerámica policroma estilo códice. La riqueza de objetos encontrados es resultado de la ocupación continua que esta elevación tuvo por lo menos durante mil 800 años, en contraste con grandes urbes como Teotihuacán y Monte Albán.

## Historia
En el siglo XVI esta zona fue llamada “norte de la mesa central de México” que nunca fue conquistada por los mexicas, "La Gran Chichimeca". Esto ahora es compuesto por los estados de Jalisco, Aguascalientes, Nayarit, Guanajuato, San Luis Potosí Durango, Coahuila y Zacatecas. Debido a esto los aztecas y españoles le llamaron Chichimecas a los pobladores de esta gran región aunque fueran de distintas culturas, lenguajes o tribus. Se reportó que en lo que ahora es el estado zacatecano habitaban cuatro tribus primarias: los Caxcánes, Guachichiles, Tepehuanes y Zacatecos. Es de los zacatecos que el estado recibe su nombre moderno, Zacatecas fue el apelativo que los aztecas dieron a los habitantes de la región del cerro de La Bufa. Es un vocablo náhuatl que significa "habitantes de la tierra donde abunda el zacate" y proviene de la palabra zacatl, que significa junco, hierba o grama, y del locativo co.
La mayoría de los pobladores eran nómadas dedicados a la caza, pero también había sedentarios en algunos lugares. Algunas partes del estado particularmente el territorio sureño estuvo bajo la influencia mesoamericana mientras que la mayor parte del estado formaba parte de lo que se puede llamar Aridoamérica. Actualmente en Zacatecas se encuentran zonas arqueológicas como La Quemada localizada en el municipio de Villanueva y Altavista localizada en el municipio de Chalchihuites. En estas zonas se encuentran edificaciones ceremoniales y pirámides con rasgos arquitectónicos de las culturas mesoamericanas.

### Chichimecas
Chichimeca o chīchīmēca nombre que daban al conjunto de pueblos indígenas que habitaban el norte de México. Los españoles, después de la conquista de México-Tenochtitlán, nunca se imaginaron que tardarían más de dos siglos en conquistar todo el norte de México, una vasta región actualmente denominada Aridoamérica.
En esta habitaban varios grupos cazadores-recolectores que fueron conocidos bajo la denominación de chīchīmēcah (que se interpretó como "perro sin correa" o chichimēcah, algo equivalente a la denominación de "bárbaro" en Occidente o popoluca en el sur de Mesoamérica). Aunque también es posible que la palabra chichimeca venga de Chichilmeca: gente roja. A la hora del contacto español, según Powell «las cuatro naciones principales de indios eran los pames, guamares, zacatecos y guachichiles», estos dos últimos a diferencia de los tecuexes, caxcanes y los otros dos grupos, tenían un grado cultural inferior, porque los demás tenían adoratorios y conocían la agricultura, aunque cabe resaltar que la mayoría de los chichimecas eran cazadores-recolectores y que los que conocían la agricultura eran los que vivían cerca de ríos o en áreas donde había fuentes de agua, manantiales, ríos, etc.

### Caxcanes
Los caxcanes o cazcanes eran un grupo nómada indígena del tronco utoazteca.
Los caxcanes constantemente eran el blanco por parte de los Zacatecos y los Guachichiles debido a su alianza con los conquistadores españoles después de la Guerra del Mixtón. Durante la rebelión, eran descritos como «el corazón y centro de la rebelión indígena».
Fueron dirigidos por el famoso caudillo Tenamaxtle. Sus principales centros de religión y población eran Nochistlán, Teúl (hoy llamado Teúl de González Ortega), Tlaltenango, Juchipila, Jalpa, Teocaltiche y Aguascalientes.
Los caxcanes, liderados por Tenamaxtle, peleaban bajo el lema ¡Ashcanquema tehual nehual! '¡Hasta tu muerte o la mía!'. Y el lema se cumplió, tanto en el triunfo como en la derrota. Ante la desproporcionada respuesta de los invasores, los guerreros prefirieron morir lanzándose al vacío.
Eran los más numerosos y merodeaban por El Teúl, Tlaltenango, Juchipila, Teocaltiche, Nochistlán, Aguascalientes y Jalisco dentro de la tribu había un subgrupo llamado “los tezoles” Se cree que descienden de las 7 tribus que salieron de Aztlán hacia la tierra prometida por Huitzilopochtli; esto se conoce por la Crónica miscelánea del padre Antonio Tello, quien dice que los caxcanes tienen cierta similitud de lenguaje a la de los mexicas; hace referencia a que “los pueblos de caxcanes son gente que casi habla el lenguaje mexica y se precian de descender de los mexicas pero no hablan el lenguaje mexica tan culto y refinadamente como ellos”. 
También se piensa que a partir del colapso de la cultura de los Chalchihuites hubo un “desplazamiento hacia el sur de algunos elementos de los grupos que más tarde serían conocidos como caxcanes”; el significado de la palabra (caxcan) traducido al español es “no hay”, y este nombre se les quedó porque “cuando llegaron los españoles a esta provincia les preguntaban por comida u otras cosas, a lo que respondían en su lengua “de dónde lo he de tomar...?” “...no hay...”.
Los caxcanes fueron conquistadores, pues a lo largo de su recorrido conquistaron y fundaron pueblos como Amecatl, Tuitlán, Juchipila, El Teul, Nochistlán y Teocaltiche, “un centro de belicosos tecuexes que estaban aliados con sus vecinos los zacatecos y guachichiles para resistir la invasión”. Una de sus últimas guerras fue la ocasionada “por la comercialización de la sal (condimento) que involucró a una extensa zona y que se le conoce como la guerra regional de 1513”, después los mismos caxcanes intervendrían en la guerra contra los españoles, conocida como la guerra del Mixtón (diciembre de 1541).
Los caxcanes contaban con “un sistema de vida político social de nivel aldeano, con una aldea mayor a manera de cabecera, la cual tenía varios barrios más pequeños dependientes de ella”. A diferencia de otros grupos chichimecas, los caxcanes llegaron a alcanzar el sedentarismo, debido al contacto con otomíes y tarascos.

## Comercio regional
Se han encontrado evidencias de cerámica de Nayarit, en la región costera de Nayarit se han encontrado artefactos de cobre. 
La ausencia hasta el momento de minerales de óxidos de cobre, así como cerámica de la costa nayarita en este sitio, permite presuponer relaciones de comercio, y la posibilidad aquí se hicieran las fundiciones para los ornamentos de Nayarit. Esto abre un interesante debate sobre las economías antiguas y el comercio regional.
Se sabe que los habitantes de El Teúl tuvieron vínculos con el valle de Atemajac, con el valle de Tequila y con la cuenca de Sayula. También con La Quemada y Chalchihuites (Zacatecas), además de relaciones con Bolaños y con la red de Aztatlán -cultura ubicada en Nayarit y Sinaloa.

## Periodos de Ocupación
Se considera que este sitio, es una de las pocas zonas arqueológicas en el continente con una ocupación ininterrumpida de 200 a. C. a 1531 d. C. La cronología de ocupación es comparable con ciudades como Cholula, en Puebla.
Es posible que el sitio fue un centro ceremonial de los Caxcanes, uno de los grupos más aguerridos contra los conquistadores españoles y a quienes estuvieron a punto de derrotar en la famosa Guerra del Mixtón.
La ocupación caxcana del Cerro del Teúl se estima en dos siglos (1350/1400 a 1531 d. C.) . La destrucción del área ceremonial, de esta etapa en particular, ocurrió cuando los caxcanes reincidieron en usarlo como lugar de culto.
En la zona de Zacatecas, Teúl fue ocupado por lo menos seis siglos antes que otros centros ceremoniales importantes, como La Quemada y Altavista, y fue contemporáneo durante el Clásico Medio y el Epiclásico, del 400 al 1000 d. C., para luego ser ocupado otros 500 años después del abandono de los mismos.
Se han encontrado evidencia de incendios del periodo Epiclásico, (600 a 900 d. C.) así como tumbas de caja. Estas datan de entre los años 200 a 500 de nuestra era, evidencia de los cambios en patrones funerarios, al pasar de las tumbas de tiro a las de caja.
Esto tiene importancia porque es el momento en que las culturas de Occidente empiezan a integrarse a las del Bajío y del valle de México.
Hasta ahora no se sabe cómo eran los caxcanes y cómo era su cerámica. En relación con la ocupación de este sitio, no se sabe quién construyó la ciudad originalmente y quien la habitó antes de los caxcanes.
El Teúl fue habitado durante mil 800 años, tres veces más ocupación que los sitios La Quemada y Alta Vista, también en Zacatecas, que tuvieron seis siglos de ocupación.

## La Zona

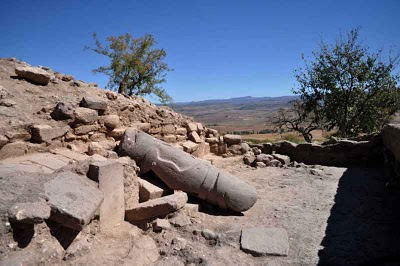
Sitio arqueológico de El Teul

El sitio tiene un área total de 150 hectáreas, solo hay exploración en un área de cinco a seis hectáreas. El sitio está abierto al público desde el año 2018.
Se han descubierto dos pirámides y una porción de un juego de pelota, encontrándose varios entierros humanos que revelan cambios en los patrones funerarios de sus antiguos pobladores.
Asimismo, se han encontrado objetos que reflejan la vida de los antiguos habitantes de la zona, como la representación de un feto encontrada en la pirámide, en el altar.
También se encontraron cuentas de concha y piedra verde procedentes de tumbas de tiro, además de orejeras con motivos teotihuacanos y cerámica policroma estilo códice, entre otros.

## Estructuras
Los trabajos de investigación y exploración aún no se concluyen, hasta el momento se han encontrado varias estructuras: 

### Altar Circular
Se encontró un altar circular de poco más de seis metros de diámetro.

### Conjunto Oriente
Este conjunto cuenta con las siguientes estructuras:
- Cancha del Juego de Pelota, solo se ha explorado la mitad de la cancha de Juego de Pelota, tiene dos etapas de construcción. La primera corresponde al Epiclásico, mientras que la etapa tardía revela una nueva construcción de una mampostería muy fina que la convierte en una cancha cerrada, la cual data del Posclásico Temprano (900 a 1100 d. C.).[6]

- Plaza de los Dos Montículos (No hay información)

- Patio Hundido. Se encontraron varios entierros humanos de la tradición de "tumbas de caja".[6]

## Escultura
En el sitio se encontró una escultura prehispánica de tamaño natural que representa a un jugador de pelota decapitado.
Se trata de una escultura en cantera fechada entre 900-1100 d. C., existe evidencia de fue fabricada intencionalmente sin cabeza, probablemente para rituales del juego de pelota.
La escultura cilíndrica mide 1.97 metros de altura, 52 centímetros de diámetro, con un peso aproximado de una tonelada, se encontró al sur del lateral oriente de la cancha de Juego de Pelota.
También se encontraron fragmentos de otra escultura semejante en el otro extremo del lateral, es posible que existan otras esculturas similares.

## Horno
Se encontró casi intacto un horno de fundición de cobre, uno de los problemas de la metalurgia es cómo encender los hornos; la evidencia encontrada indica que al parecer usaban mazorcas, de las que aparecen improntas usándose como mecha y combustible.
El horno prehispánico,  construido hace más de 800 años, fue usado para fundición de cobre
El hallazgo este horno es de gran relevancia, se trata del más antiguo del México prehispánico y fue usado durante el periodo Posclásico Temprano, es decir, entre 900 y 1200 de nuestra era.
El horno fue construido de mampostería y piedra, tiene restos de ceniza y maíz carbonizado, que era utilizado como combustible, materiales que permitirán obtener su fechamiento con mayor precisión.
En sitios tarascos de Michoacán se han encontrado estructuras que parecen hornos pero muy dañados, este es el primero que se encuentra completo, lo que permite analizar aspectos de la tecnología utilizada, la cual no se conocía.

## Tumbas
Se descubrieron siete tumbas de las llamadas "tumbas de tiro", características de las culturas de Occidente, y corresponden al periodo Preclásico Tardío (200 a. C. a 200 d. C.).
Se trata de entierros en fosas profundas.
En el Patio Hundido, se hallaron varios entierros humanos de la tradición de "tumbas de caja". "Son enterramientos caracterizados por la posición flexionada de los individuos y depositados en cajones de mampostería, con sus respectivas ofrendas.
Estos entierros datan de 200 a 500 de nuestra era, y dan cuenta de los cambios en los patrones funerarios de los antiguos habitantes, al pasar de las tumbas de tiro a las de caja.